# 통합 성가집

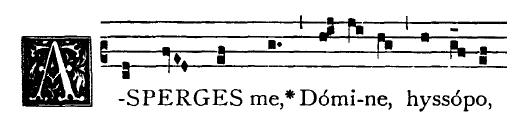
통합 성가집에 실린 'Asperges Me'의 시작부

통합 성가집(Liber Usualis)는 '미사와 성무일도에 사용하는 노래를 통합한 성가집'(Liber usualis Missae et Officii)이며, 줄여서 '통합 성가집'이라고 부른다. 이 책은 주로 로마 가톨릭교회의 로마 전례에서 사용하는 그레고리오 성가를 한 권으로 통합한 전례서이다. 가사는 라틴어로 적혀있고 선율은 네우마 악보로 표기되어 있다.
첫 번째 편집본은 1896년으로 거슬러 올라가며, 솔렘 수도원의 수도자들이 발행하였다. 그 이후 다양한 출판본이 발행되었으나, 제2차 바티칸 공의회 이후에는 더 이상 발행되지 않고 있다.
'통합 성가집'(라틴어판)은 전 세계에 널리 전파되었다. 그 내용의 일부분은 다른 전승의 선율을 함께 표기한 삼중 기보 미사 성가집에 의하여 보완되었다.

## 내용
'미사 통상문'(Ordo Missae) 다음에 그레고리오 성가에 대한 간략한 안내가 제시되어 있다. 이는 덜 숙련된 선창자를 위한 것이며, 덧붙여, 시편 기도 곧 시편창을 노래하는 데 필요한 지시문을 제시한다.
이어서 '미사 통상문'의 선율, 8개 선법으로 된 모든 시편, 마리아의 노래 등이 제시되어 있다.
이어서 전례 시기별로 전례문이 제시되어 있는데, 전례력에 제시된 각 전례일마다, 전야 기도, 아침 기도, 삼시경, 육시경, 구시경, 저녁 기도, 끝기도, 그리고 미사에서 사용해야 하는 전례문들이 제시되어 있다.
성무일도와 관련된 노래들은 '성무일도 노래집'(Antiphonarium)에서 비롯한 것이고, 미사와 관련된 노래들은 '미사 성가집'(Graduale)에서 비롯한 것이다.
여러 전승이 함께 모여진 것이기에 간혹 이질성이 나타나기도 한다.
- 거의 대부분은 그레고리오 성가의 고유 전승에서 유래하지만, 나머지 상당 부분은 어느 정도 그 시대와 지역을 추정할 수 있는 특징을 지닌 비교적 최근 전승에서 유래하기도 한다. 예를 들어 삼위일체 대축일의 미사와 성무일도를 선율이 그러하다.
- 어떤 선율은 그레고리오 전통에서 어느 정도 멀어진 것도 있다. 예를 들어 Adoro Te, Stabat Mater)
- 어떤 선율은 '종교 음악'의 영역에 머물러 있으면서도 그레고리오 전통에 완전히 반대되는 것도 있다. 예를 들어 O filii et filiae, Adeste fideles).[1].

## 같이 보기
성무일도
- 성무일도 노래집(Antiphonarium, Antiphonale)
- 로마 성무일도 노래집(Antiphonarium Romanum)
- 수도원 성무일도 노래집(Antiphonarium Monasticum)

미사
미사의 고유문 노래
- 로마 미사 성가집(Graduale Romanum)
- 삼중 기보 미사 성가집(Graduale Triplex)
- 단순 미사 성가집(Graduale Simplex)
- 미사 노래집(Antiphonale Missae)

미사의 통상문 노래
- 미사통상문(Ordo Missae, Ordinarium Missae)
- 미사곡집(Kyriale)